# Возарци
Возарци (мкд. Возарци) су насеље у Северној Македонији, у јужном делу државе. Возарци су насеље у оквиру општине Кавадарци.

## Географија
Возарци су смештени у јужном делу Северне Македоније. Од најближег већег града, Кавадараца, насеље је удаљено 8 km западно.
Насеље Возарци се налази у историјској области Тиквеш. Село је у јужном делу Тиквешке котлине, са десне стране Црне реке која истиче из вештачког Тиквешког језера. Источно од насеља уздиже се бреговито подручје Витачево. Насеље је положено на приближно 170 метара надморске висине. 
Месна клима је измењена континентална са значајним утицајем Егејског мора (жарка лета). 

## Становништво
Возарци су према последњем попису из 2002. године имали 904 становника.
Већинско становништво у насељу су етнички Македонци (99%), а остало су махом Срби. Почетком 20. века 1/3 становништва били су Турци, који су после Првог светског рата иселили у матицу.
Претежна вероисповест месног становништва је православље.

## Привреда
Становништво се бави пољопривредом (највише виноградарством).

## Сеоске службе
У селу постоји основна школа са 4 разреда, фабрички погон, продавнице и угоститељске радње. Село има и урбанистички план.
У селу на самој обали Црне реке се налази Црква светог Ђорђа.